# زوران مارویویچ
زوران مارویویچ (سیریلیک صربی: Зоран Маројевић؛ ۲۷ آوریل ۱۹۴۲ – ۲۴ آوریل ۲۰۱۹) بازیکن بسکتبال اهل یوگسلاوی بود.
وی در مسابقات کشوری و بین‌المللی در مجموع برندهٔ ۱ مدال طلا، ۲ مدال نقره شده‌است.